# Toy Story 5
 (décembre 2024).
Si vous disposez d'ouvrages ou d'articles de référence ou si vous connaissez des sites web de qualité traitant du thème abordé ici, merci de compléter l'article en donnant les références utiles à sa vérifiabilité et en les liant à la section « Notes et références ».
Série Classiques d’animation Pixar
Jumpers
(2026) Les Indestructibles 3
(2027)
Série Toy Story
Toy Story 4
(2019)
Pour plus de détails, voir Fiche technique et Distribution.
Toy Story 5, ou Histoire de jouets 5 au Québec, est un film d'animation en images de synthèse américain réalisé par Andrew Stanton et dont la sortie est prévue pour 2026. C'est le cinquième long métrage de la franchise Toy Story produite par Pixar et distribuée par Walt Disney Pictures.

## Synopsis
Les enfants jouent désormais de moins en moins avec leurs jouets. Ces derniers se confrontent depuis peu à un nouveau concurrent : la technologie.

## Fiche technique
- Titre original et français : Toy Story 5
- Titre québécois : Histoire de jouets 5
- Réalisation : Andrew Stanton
  - Coréalisation : McKenna Harris
- Scénario : Andrew Stanton
- Production : Jessica Choi
  - Production exécutive : Pete Docter
- Sociétés de production : Pixar Animation Studios
- Société de distribution : Walt Disney Studios Motion Pictures
- Pays de production :   États-Unis
- Langue originale : anglais
- Format : couleur
- Genres : animation, aventures, comédie
- Dates de sortie : Dates sujettes à modification
  - France : 17 juin 2026
  - États-Unis : 19 juin 2026

## Distribution

### Voix originales
- Tom Hanks : Woody
- Tim Allen : Buzz l'Éclair (Buzz Lightyear en VO)
- Joan Cusack : Jessie
- Ernie Hudson : Commando Carl (Combat Carl en VO)
- Conan O'Brien : Pantalon Intelligent (Smarty Pants en VO)
- Olivia Williams : Lilypad

En plus, Anna Faris a été choisi pour un rôle non divulgué.

## Production

### Genèse et développement
En février 2019, Tim Allen a exprimé son intérêt à faire un cinquième film Toy Story en déclarant : « Une fois que vous êtes arrivé à quatre, vous avez passé [sic] cette trilogie [point], donc je ne vois aucune raison pour laquelle ils ne le feraient pas, certainement. Si vous me demandez, je dirais d'en faire cinq. » En mai de la même année, le producteur Mark Nielsen a annoncé que Pixar se concentrerait sur la réalisation de films originaux au lieu de suites après Toy Story 4 pendant un certain temps. Dans l'épisode du 22 mai 2019 de The Ellen DeGeneres Show, Tom Hanks a déclaré que le quatrième film principal serait le dernier film de la série. Il a dit également qu'Allen l'avait averti de l'adieu final émotionnel entre leurs personnages Woody et Buzz l'Éclair dans Toy Story 4. Cependant, Nielsen n'a pas exclu la possibilité d'un cinquième film principal, déclarant : « Chaque film que nous faisons, nous le traitons comme si c'était le premier et le dernier film que nous allons jamais faire, alors vous vous forcez à le faire tenir. Vous ne pouvez pas entrer par-dessus vos skis. S'il y en a un autre ? Je ne sais pas. S'il y en a, c'est le problème de demain. » Peu de temps après la sortie du quatrième film, Annie Potts a déclaré que même si elle ne savait pas si un autre film principal serait réalisé, elle pense que beaucoup de fans seraient intéressés à voir ce que les jouets font ensuite.
En février 2023, lors de l'appel aux résultats du premier trimestre, le PDG de The Walt Disney Company, Bob Iger, a confirmé qu'un cinquième film principal de la franchise Toy Story était en développement actif. Plus tard ce mois-là, le CCO de Pixar et ancien scénariste de la franchise, Pete Docter, a déclaré que le film serait « surprenant » et qu'il y aurait « des choses cool que vous n'avez jamais vues auparavant ». En juin 2023, Docter a confirmé que Woody reviendrait dans le film. L'année suivante, Docter a annoncé qu'Andrew Stanton, qui a co-écrit les quatre premiers films de Toy Story, réaliserait le cinquième opus , tandis que McKenna Harris, qui a réalisé le court métrage Ciao Alberto, serait la co-réalisatrice. Lors de l'événement D23 en août 2024, Docter a annoncé que Stanton écrirait le film en plus de son effort de réalisation.

### Attribution des rôles
Peu de temps après l'annonce officielle du film en février 2023, Allen a confirmé qu'il reviendrait dans le rôle de Buzz l'Éclair. En janvier 2025, il a été révélé qu'Anna Faris avait été choisie dans un rôle non divulgué.

## Date de sortie
Toy Story 5 devrait sortir aux États-Unis le 19 juin 2026, et en France le 17 juin 2026 par Walt Disney Studios Motion Pictures[réf. nécessaire].